# City of Glenorchy
City of Glenorchy – obszar samorządu lokalnego (ang. local government area), położony w północnej części aglomeracji Hobart. Założony w 1964 roku. Przez Glenorchy przebiega autostrada Brooker, która jest zarządzana przez rząd stanowy. Obszar ten zamieszkuje 44 250 osób (dane z 2007). 
W celu identyfikacji samorządu Australian Bureau of Statistics wprowadziło czterocyfrowy kod dla City of Glenorchy – 2610. 

## Ważniejsze miejsca
- KGV Oval
- Most Bridgewater
- St Virgil's College
- Tattersalls Park